# Kvalifikace na Mistrovství světa ve fotbale 2010 (AFC)
Kvalifikace na Mistrovství světa ve fotbale 2010 zóny AFC určila 4 účastníky finálového turnaje a jednoho účastníka mezikontinentální baráže s vítězem zóny OFC.
Celky byly rozděleny do žebříčku podle jejich výsledků v minulé kvalifikaci na MS. Pětice nejlepších byla nasazena přímo do první skupinové fáze (Austrálie, Jižní Korea, Saúdská Arábie, Japonsko, Írán). Zbylé celky se účastnily 1. předkola, které se hrálo systémem doma-venku. Vítězové 1. předkola byli podle tohoto žebříčku seřazeni ještě jednou a 11 nejlepších postoupilo přímo do první skupinové fáze, zatímco 8 nejhorších vítězů 1. předkola bylo nuceno hrát 2. předkolo o zbylá 4 místa v 1. skupinové fázi. To se hrálo také systémem doma-venku.
Dvacítka týmů byla v první skupinové fázi rozdělena do 5 skupin po 4 týmech. Tato fáze se hrála od února do června 2008. Vítězové skupin a týmy na druhých místech postoupili do druhé skupinové fáze. V ní bylo 10 týmů rozděleno do dvou skupin po 5 týmech a hrála se od září 2008 do června 2009. Vítězové skupin a týmy z druhých míst druhé skupinové fáze se kvalifikovaly na mistrovství světa. Dva týmy na třetích místech ve druhé skupinové fázi hrály mezi sebou v září 2009 baráž, jejíž vítěz narazil v přímém souboji o kvalifikační místenku na vítěze zóny OFC. Baráž AFC/OFC se hrála v říjnu a listopadu 2009.

## 1. předkolo
První předkolo se hrálo v říjnu 2007.
| Domácí v 1. zápase | Celkem     | Hosté v 1. zápase | 1. zápas | 2. zápas |
| ------------------ | ---------- | ----------------- | -------- | -------- |
| Pákistán           | 0–7        | Irák              | 0–7      | 0–01     |
| Uzbekistán         | 11–0       | Tchaj-wan         | 9–0      | 2–0      |
| Thajsko            | 13–2       | Macao             | 6–1      | 7–1      |
| Srí Lanka          | 0–6        | Katar             | 0–1      | 0–5      |
| Čína               | 11–0       | Myanmar           | 7–0      | 4–04     |
| Bhútán             | kont.2     | Kuvajt            |          |          |
| Kyrgyzstán         | 2–2 (5-6p) | Jordánsko         | 2–0      | 0–2      |
| Vietnam            | 0–6        | SAE               | 0–1      | 0–5      |
| Bahrajn            | 4–1        | Malajsie          | 4–1      | 0–0      |
| Východní Timor     | 3–11       | Hongkong          | 2–35     | 1–8      |
| Sýrie              | 5–1        | Afghánistán       | 3–0      | 2–11     |
| Jemen              | 3–2        | Maledivy          | 3–0      | 0–2      |
| Bangladéš          | 1–6        | Tádžikistán       | 1–1      | 0–5      |
| Mongolsko          | 2–9        | Severní Korea     | 1–4      | 1–5      |
| Omán               | 4–0        | Nepál             | 2–0      | 2–0      |
| Palestina          | 0–7        | Singapur          | 0–41     | 0–36     |
| Libanon            | 6–3        | Indie             | 4–1      | 2–2      |
| Kambodža           | 1–5        | Turkmenistán      | 0–1      | 1–4      |
| Guam               | kont.3     | Indonésie         |          |          |

1Kvůli bezpečnostním důvodům odehrál Irák svůj domácí zápas v Sýrii, Palestina odehrála svůj domácí zápas v Kataru a Afghánistán odehrál svůj domácí zápas v Tádžikistánu.
2Bhútán se na poslední chvíli zřekl účasti.
3Guam se na poslední chvíli zřekl účasti.
4FIFA rozhodla kvůli bezpečnostním důvodům o přestěhování domácího zápasu z Myanmaru do Malajsie.
5Východní Timor odehrál svůj domácí zápas v Indonésii.
6Palestina nemohla do Singapuru přijet, a tak prohrála kontumačně.

## 2. předkolo
Druhé předkolo se hrálo v listopadu 2007.
| Domácí v 1. zápase | Celkem | Hosté v 1. zápase | 1. zápas | 2. zápas |
| ------------------ | ------ | ----------------- | -------- | -------- |
| Hongkong           | 0–3    | Turkmenistán      | 0–0      | 0–3      |
| Indonésie          | 1–11   | Sýrie             | 1–4      | 0–7      |
| Singapur           | 3–1    | Tádžikistán       | 2–0      | 1–1      |
| Jemen              | 1–2    | Thajsko           | 1–1      | 0–1      |

## 1. skupinová fáze

### Skupina 1
| Tým       | Z | V | R | P | GV | GI | +/- | B  |
| --------- | - | - | - | - | -- | -- | --- | -- |
| Austrálie | 6 | 3 | 1 | 2 | 7  | 3  | 4   | 10 |
| Katar     | 6 | 3 | 1 | 2 | 5  | 6  | -1  | 10 |
| Irák      | 6 | 2 | 2 | 2 | 4  | 6  | -2  | 7  |
| Čína      | 6 | 1 | 3 | 2 | 3  | 3  | 0   | 6  |

| 6. únor 2008 19:30 UTC+11            |        |       |                                                                    |
| Austrálie                            | 3 – 0  | Katar | Telstra Dome, Melbourne diváci: 50 969 rozhodčí: Salleh (Malajsie) |
| Kennedy 11' Cahill 17' Bresciano 33' | Report |       | Telstra Dome, Melbourne diváci: 50 969 rozhodčí: Salleh (Malajsie) |

| 6. únor 2008 16:30 UTC+4 |        |               |                                                                                           |
| Irák                     | 1 – 1  | Čína          | Al-Rashid Stadium, Dubaj (Spojené arabské emiráty)1 diváci: 11,000 rozhodčí: Torky (Írán) |
| Hawar Mulla 51' (pen.)   | Report | Zheng Zhi 76' | Al-Rashid Stadium, Dubaj (Spojené arabské emiráty)1 diváci: 11,000 rozhodčí: Torky (Írán) |

| 26. březen 2008 14:00 UTC+8 |        |           |                                                                                    |
| Čína                        | 0 – 0  | Austrálie | Tuodong Stadium, Kunming diváci: 32,000 rozhodčí: Al Saeedi (United Arab Emirates) |
|                             | Report |           | Tuodong Stadium, Kunming diváci: 32,000 rozhodčí: Al Saeedi (United Arab Emirates) |

| 26. březen 2008 18:30 UTC+3 |        |      |                                                                             |
| Katar                       | 2 – 0  | Irák | Jassim Bin Hamad Stadium, Doha diváci: 13,000 rozhodčí: Nišimura (Japonsko) |
| Montezine 1' 62'            | Report |      | Jassim Bin Hamad Stadium, Doha diváci: 13,000 rozhodčí: Nišimura (Japonsko) |

| 1. červen 2008 17:00 UTC+10 |        |      |                                                          |
| Austrálie                   | 1 – 0  | Irák | Suncorp Stadium, Brisbane rozhodčí: Irmatov (Uzbekistán) |
| Kewell 47'                  | Report |      | Suncorp Stadium, Brisbane rozhodčí: Irmatov (Uzbekistán) |

| 2. červen 2008 19:00 UTC+3 |        |      |                                                        |
| Katar                      | 0 – 0  | Čína | Jassim Bin Hamad Stadium, Doha rozhodčí: Basma (Sýrie) |
|                            | Report |      | Jassim Bin Hamad Stadium, Doha rozhodčí: Basma (Sýrie) |

| 7. červen 2008 20:00 UTC+8 |        |                     |                                                                  |
| Čína                       | 0 – 1  | Katar               | Tianjin Olympic Centre Stadium, Tianjin rozhodčí: Najm (Libanon) |
|                            | Report | Quintana 14' (pen.) | Tianjin Olympic Centre Stadium, Tianjin rozhodčí: Najm (Libanon) |

| 7. červen 2008 20:00 UTC+4 |        |           |                                                                                   |
| Irák                       | 1 – 0  | Austrálie | Al-Rashid Stadium, Dubaj (Spojené arabské emiráty)1 rozhodčí: Macumura (Japonsko) |
| Emad Mohammed 28'          | Report |           | Al-Rashid Stadium, Dubaj (Spojené arabské emiráty)1 rozhodčí: Macumura (Japonsko) |

| 14. červen 2008 20:00 UTC+8 |        |                                    |                                                                     |
| Čína                        | 1 – 2  | Irák                               | Tianjin Olympic Centre Stadium, Tianjin rozhodčí: Bashir (Singapur) |
| Zhou Haibin 33'             | Report | Emad Mohammed 41' Nashat Akram 65' | Tianjin Olympic Centre Stadium, Tianjin rozhodčí: Bashir (Singapur) |

| 14. červen 2008 19:00 UTC+3 |        |                            |                                                                     |
| Katar                       | 1 – 3  | Austrálie                  | Jassim Bin Hamad Stadium, Doha rozhodčí: Lee Gi-Young (Jižní Korea) |
| Al Khalfan 89'              | Report | Emerton 17' 56' Kewell 74' | Jassim Bin Hamad Stadium, Doha rozhodčí: Lee Gi-Young (Jižní Korea) |

| 22. červen 2008 18:00 UTC+10 |        |               |                                                          |
| Austrálie                    | 0 – 1  | Čína          | ANZ Stadium, Sydney rozhodčí: Al Ghamdi (Saúdská Arábie) |
|                              | Report | Sun Xiang 12' | ANZ Stadium, Sydney rozhodčí: Al Ghamdi (Saúdská Arábie) |

| 22. červen 2008 20:00 UTC+4 |        |            |                                                                                  |
| Irák                        | 0 – 1  | Katar      | Al-Rashid Stadium, Dubaj (Spojené arabské emiráty)1 rozhodčí: Al Fadhli (Kuvajt) |
|                             | Report | Bechir 77' | Al-Rashid Stadium, Dubaj (Spojené arabské emiráty)1 rozhodčí: Al Fadhli (Kuvajt) |

### Skupina 2
| Tým      | Z | V | R | P | GV | GI | +/- | B  |
| -------- | - | - | - | - | -- | -- | --- | -- |
| Japonsko | 6 | 4 | 1 | 1 | 12 | 3  | 9   | 13 |
| Bahrajn  | 6 | 3 | 2 | 1 | 7  | 5  | 2   | 11 |
| Omán     | 6 | 2 | 2 | 2 | 5  | 7  | -2  | 8  |
| Thajsko  | 6 | 0 | 1 | 5 | 5  | 14 | -9  | 1  |

| 6. únor 2008 19:20 UTC+9                   |        |              |                                                                            |
| Japonsko                                   | 4 – 1  | Thajsko      | Saitama Stadium, Saitama diváci: 35,130 rozhodčí: Al Ghamdi (Saudi Arabia) |
| Endó 21' Okubo 54' Nakazawa 66' Maki 90+1' | Report | Winothai 22' | Saitama Stadium, Saitama diváci: 35,130 rozhodčí: Al Ghamdi (Saudi Arabia) |

| 6. únor 2008 18:30 UTC+4 |        |            |                                                                                          |
| Omán                     | 0 – 1  | Bahrajn    | Sultan Qaboos Sports Complex, Maskat diváci: 28,000 rozhodčí: Lee Gi Young (South Korea) |
|                          | Report | Hubail 14' | Sultan Qaboos Sports Complex, Maskat diváci: 28,000 rozhodčí: Lee Gi Young (South Korea) |

| 26. březen 2008 18:30 UTC+7 |        |             |                                                                             |
| Thajsko                     | 0 – 1  | Omán        | Rajamangala National Stadium, Bangkok diváci: 40,000 rozhodčí: Torky (Iran) |
|                             | Report | Sulaiman 1' | Rajamangala National Stadium, Bangkok diváci: 40,000 rozhodčí: Torky (Iran) |

| 26. březen 2008 17:20 UTC+3 |        |          |                                                                             |
| Bahrajn                     | 1 – 0  | Japonsko | Bahrain National Stadium, Riffa diváci: 26,000 rozhodčí: Shield (Australia) |
| Hubail 77'                  | Report |          | Bahrain National Stadium, Riffa diváci: 26,000 rozhodčí: Shield (Australia) |

| 2. červen 2008 19:20 UTC+9             |        |      |                                                      |
| Japonsko                               | 3 – 0  | Omán | Nissan Stadium, Jokohama rozhodčí: Bashir (Singapur) |
| Nakazawa 10' Okubo 22' Š. Nakamura 49' | Report |      | Nissan Stadium, Jokohama rozhodčí: Bashir (Singapur) |

| 2. červen 2008 18:30 UTC+7  |        |                             |                                                                                                  |
| Thajsko                     | 2 – 3  | Bahrajn                     | Rajamangala National Stadium, Bangkok rozhodčí: Sun Baojie (Football Association of the Čína PR) |
| Chaikamdee 25' Winothai 45' | Report | Isa 22' Latif 34' Adnan 57' | Rajamangala National Stadium, Bangkok rozhodčí: Sun Baojie (Football Association of the Čína PR) |

| 7. červen 2008 17:15 UTC+4 |        |                 |                                                               |
| Omán                       | 1 – 1  | Japonsko        | Royal Oman Police Stadium, Maskat rozhodčí: Salleh (Malaysia) |
| Mubarak 11'                | Report | Endó 53' (pen.) | Royal Oman Police Stadium, Maskat rozhodčí: Salleh (Malaysia) |

| 7. červen 2008 19:30 UTC+3 |        |              |                                                         |
| Bahrajn                    | 1 – 1  | Thajsko      | Bahrain National Stadium, Riffa rozhodčí: Basma (Syria) |
| Isa 67'                    | Report | Thonglao 65' | Bahrain National Stadium, Riffa rozhodčí: Basma (Syria) |

| 14. červen 2008 17:30 UTC+7 |        |                                        |                                                                  |
| Thajsko                     | 0 – 3  | Japonsko                               | Rajamangala National Stadium, Bangkok rozhodčí: Al-Badwawi (UAE) |
|                             | Report | Tulio 23' Nakazawa 39' K. Nakamura 89' | Rajamangala National Stadium, Bangkok rozhodčí: Al-Badwawi (UAE) |

| 14. červen 2008 19:30 UTC+3 |        |              |                                                              |
| Bahrajn                     | 1 – 1  | Omán         | Bahrain National Stadium, Riffa rozhodčí: Al Fadhli (Kuwait) |
| Aaish 41'                   | Report | Sulaiman 72' | Bahrain National Stadium, Riffa rozhodčí: Al Fadhli (Kuwait) |

| 22. červen 2008 19:20 UTC+9 |        |         |                                                         |
| Japonsko                    | 1 – 0  | Bahrajn | Saitama Stadium, Saitama rozhodčí: Irmatov (Uzbekistan) |
| Učida 90'                   | Report |         | Saitama Stadium, Saitama rozhodčí: Irmatov (Uzbekistan) |

| 22. červen 2008 18:00 UTC+4 |        |                  |                                                              |
| Omán                        | 2 – 1  | Thajsko          | Royal Oman Police Stadium, Maskat rozhodčí: Mujghef (Jordan) |
| Al Hosni 58' 85'            | Report | Sripan 3' (pen.) | Royal Oman Police Stadium, Maskat rozhodčí: Mujghef (Jordan) |

### Skupina 3
| Tým           | Z | V | R | P | GV | GI | +/- | B  |
| ------------- | - | - | - | - | -- | -- | --- | -- |
| Jižní Korea   | 6 | 3 | 3 | 0 | 10 | 3  | 7   | 12 |
| Severní Korea | 6 | 3 | 3 | 0 | 4  | 0  | 4   | 12 |
| Jordánsko     | 6 | 2 | 1 | 3 | 6  | 6  | 0   | 7  |
| Turkmenistán  | 6 | 0 | 1 | 5 | 1  | 12 | -11 | 1  |

| 6. únor 2008 15:00 UTC+9                                |        |              |                                                                       |
| Jižní Korea                                             | 4 – 0  | Turkmenistán | Soul World Cup Stadium, Soul diváci: 25,738 rozhodčí: Karim (Bahrain) |
| Kwak Tae-Hwi 43' Seol Ki-Hyeon 57' 85' Park Ji-Sung 73' | Report |              | Soul World Cup Stadium, Soul diváci: 25,738 rozhodčí: Karim (Bahrain) |

| 6. únor 2008 17:00 UTC+2 |        |                  |                                                                                     |
| Jordánsko                | 0 – 1  | Severní Korea    | Amán International Stadium, Amán diváci: 16,000 rozhodčí: Shamsuzzaman (Bangladesh) |
|                          | Report | Hong Yong-Jo 44' | Amán International Stadium, Amán diváci: 16,000 rozhodčí: Shamsuzzaman (Bangladesh) |

| 26. březen 2008 19:00 UTC+8 |        |             |                                                                               |
| Severní Korea               | 0 – 0  | Jižní Korea | Hongkou Stadium, Shanghai (Čína)2 diváci: 20,000 rozhodčí: Al Fadhli (Kuwait) |
|                             | Report |             | Hongkou Stadium, Shanghai (Čína)2 diváci: 20,000 rozhodčí: Al Fadhli (Kuwait) |

| 26. březen 2008 17:00 UTC+5 |        |                        |                                                                                  |
| Turkmenistán                | 0 – 2  | Jordánsko              | Ashkhabad Olympic Stadium, Ašchabad diváci: 20,000 rozhodčí: Tongkhan (Thailand) |
|                             | Report | Al Bzoor 33' Bawab 86' | Ashkhabad Olympic Stadium, Ašchabad diváci: 20,000 rozhodčí: Tongkhan (Thailand) |

| 31. květen 2008 20:00 UTC+9                |        |                      |                                                           |
| Jižní Korea                                | 2 – 2  | Jordánsko            | Soul World Cup Stadium, Soul rozhodčí: Shield (Australia) |
| Park Ji-Sung 39' Park Chu-Young 48' (pen.) | Report | Abdel Fattah 73' 80' | Soul World Cup Stadium, Soul rozhodčí: Shield (Australia) |

| 2. červen 2008 17:00 UTC+5 |        |               |                                                                        |
| Turkmenistán               | 0 – 0  | Severní Korea | Ashkhabad Olympic Stadium, Ašchabad rozhodčí: Al Ghamdi (Saudi Arabia) |
|                            | Report |               | Ashkhabad Olympic Stadium, Ašchabad rozhodčí: Al Ghamdi (Saudi Arabia) |

| 7. červen 2008 17:00 UTC+9 |        |              |                                                             |
| Severní Korea              | 1 – 0  | Turkmenistán | Kim Il-Sung Stadium, Pyongyang rozhodčí: Al Fadhli (Kuwait) |
| Choe Kum-Chol 72'          | Report |              | Kim Il-Sung Stadium, Pyongyang rozhodčí: Al Fadhli (Kuwait) |

| 7. červen 2008 17:30 UTC+3 |        |                           |                                                          |
| Jordánsko                  | 0 – 1  | Jižní Korea               | Amán International Stadium, Amán rozhodčí: Moradi (Iran) |
|                            | Report | Park Chu-Young 24' (pen.) | Amán International Stadium, Amán rozhodčí: Moradi (Iran) |

| 14. červen 2008 17:00 UTC+9 |        |           |                                                         |
| Severní Korea               | 2 – 0  | Jordánsko | stadion Janggakto, Pchjongjang rozhodčí: Najm (Lebanon) |
| Hong Yong-Jo 44' 72'        | Report |           | stadion Janggakto, Pchjongjang rozhodčí: Najm (Lebanon) |

| 14. červen 2008 19:00 UTC+5 |        |                                  |                                                                |
| Turkmenistán                | 1 – 3  | Jižní Korea                      | Ashkhabad Olympic Stadium, Ašchabad rozhodčí: Takayama (Japan) |
| Öwekow 77' (pen.)           | Report | Kim Do-Heon 14' 86' 90+3' (pen.) | Ashkhabad Olympic Stadium, Ašchabad rozhodčí: Takayama (Japan) |

| 22. červen 2008 20:00 UTC+9 |        |               |                                                          |
| Jižní Korea                 | 0 – 0  | Severní Korea | Soul World Cup Stadium, Soul rozhodčí: Salleh (Malaysia) |
|                             | Report |               | Soul World Cup Stadium, Soul rozhodčí: Salleh (Malaysia) |

| 22. červen 2008 18:00 UTC+3 |        |              |                                                                 |
| Jordánsko                   | 2 – 0  | Turkmenistán | Amán International Stadium, Amán rozhodčí: Williams (Australia) |
| Abdel Fattah 66' 67'        | Report |              | Amán International Stadium, Amán rozhodčí: Williams (Australia) |

### Skupina 4
| Tým            | Z | V | R | P | GV | GI | +/- | B  |
| -------------- | - | - | - | - | -- | -- | --- | -- |
| Saúdská Arábie | 6 | 5 | 0 | 1 | 14 | 5  | 9   | 15 |
| Uzbekistán     | 6 | 5 | 0 | 1 | 15 | 7  | 8   | 15 |
| Singapur       | 6 | 2 | 0 | 4 | 7  | 13 | -6  | 6  |
| Libanon        | 6 | 0 | 0 | 6 | 3  | 14 | -11 | 0  |

| 6. únor 2008 18:00 UTC+2 |        |             |                                                                                    |
| Libanon                  | 0 – 1  | Uzbekistán  | Camille Chamoun Sports City Stadium, Bejrút diváci: 800 rozhodčí: Al Hilali (Oman) |
|                          | Report | Ahmedov 44' | Camille Chamoun Sports City Stadium, Bejrút diváci: 800 rozhodčí: Al Hilali (Oman) |

| 6. únor 2008 20:15 UTC+3  |        |          |                                                                               |
| Saúdská Arábie            | 2 – 0  | Singapur | King Fahd International Stadium, Rijád diváci: 10,000 rozhodčí: Basma (Syria) |
| Al-Qahtani 38' Mouath 81' | Report |          | King Fahd International Stadium, Rijád diváci: 10,000 rozhodčí: Basma (Syria) |

| 26. březen 2008 16:00 UTC+5                     |        |                |                                                                  |
| Uzbekistán                                      | 3 – 0  | Saúdská Arábie | MHSK Stadium, Taškent diváci: 17,000 rozhodčí: Salleh (Malaysia) |
| Kapadze 45+1' Shatskikh 65' Djeparov 67' (pen.) | Report |                | MHSK Stadium, Taškent diváci: 17,000 rozhodčí: Salleh (Malaysia) |

| 26. březen 2008 19:30 UTC+8 |        |         |                                                                      |
| Singapur                    | 2 – 0  | Libanon | National Stadium, Singapur diváci: 10,118 rozhodčí: Takayama (Japan) |
| Duric 8' Nawaz 24'          | Report |         | National Stadium, Singapur diváci: 10,118 rozhodčí: Takayama (Japan) |

| 2. červen 2008 19:30 UTC+8                  |        |                                                                                   |                                                       |
| Singapur                                    | 3 – 7  | Uzbekistán                                                                        | National Stadium, Singapur rozhodčí: Al-Badwawi (UAE) |
| Duric 16' Fahrudin 31' (pen.) Wilkinson 73' | Report | Kapadze 10' Karpenko 22' Djeparov 34' 44' Denisov 42' Ibragimov 62' Shatskikh 88' | National Stadium, Singapur rozhodčí: Al-Badwawi (UAE) |

| 2. červen 2008 21:00 UTC+3                 |        |            |                                                                     |
| Saúdská Arábie                             | 4 – 1  | Libanon    | King Fahd International Stadium, Rijád rozhodčí: Al Fadhli (Kuwait) |
| Al-Qahtani 45' 90+1' Hawsawi 65' Tukar 83' | Report | El Ali 43' | King Fahd International Stadium, Rijád rozhodčí: Al Fadhli (Kuwait) |

| 7. červen 2008 19:00 UTC+5 |        |          |                                                            |
| Uzbekistán                 | 1 – 0  | Singapur | MHSK Stadium, Taškent rozhodčí: Kim Dong Jin (South Korea) |
| Geynrikh 80'               | Report |          | MHSK Stadium, Taškent rozhodčí: Kim Dong Jin (South Korea) |

| 7. červen 2008 18:00 UTC+3 |        |                 |                                                                                        |
| Libanon                    | 1 – 2  | Saúdská Arábie  | King Fahd International Stadium, Rijád (Saúdská Arábie)3 rozhodčí: Tongkhan (Thailand) |
| Ghaddar 90+3'              | Report | Tukar 45+2' 60' | King Fahd International Stadium, Rijád (Saúdská Arábie)3 rozhodčí: Tongkhan (Thailand) |

| 14. červen 2008 19:30 UTC+8 |        |                         |                                                           |
| Singapur                    | 0 – 2  | Saúdská Arábie          | National Stadium, Singapur rozhodčí: Williams (Australia) |
|                             | Report | Otaif 37' Al Fraidi 76' | National Stadium, Singapur rozhodčí: Williams (Australia) |

| 14. červen 2008 19:00 UTC+5    |        |         |                                                    |
| Uzbekistán                     | 3 – 0  | Libanon | MHSK Stadium, Taškent rozhodčí: Breeze (Australia) |
| Ahmedov 50' 63' Djeparov 90+4' | Report |         | MHSK Stadium, Taškent rozhodčí: Breeze (Australia) |

| 22. červen 2008 21:00 UTC+3           |        |            |                                                                   |
| Saúdská Arábie                        | 4 – 0  | Uzbekistán | King Fahd International Stadium, Rijád rozhodčí: Nišimura (Japan) |
| Otaif 5' Mouath 36' 88' Al-Harthi 56' | Report |            | King Fahd International Stadium, Rijád rozhodčí: Nišimura (Japan) |

| 22. červen 2008 18:00 UTC+3 |        |                                |                                                                     |
| Libanon                     | 1 – 2  | Singapur                       | Camille Chamoun Sports City Stadium, Bejrút rozhodčí: Moradi (Iran) |
| Khan 70'                    | Report | Dayoub 75' (vl.) Wilkinson 77' | Camille Chamoun Sports City Stadium, Bejrút rozhodčí: Moradi (Iran) |

### Skupina 5
| Tým    | Z | V | R | P | GV | GI | +/- | B  |
| ------ | - | - | - | - | -- | -- | --- | -- |
| Írán   | 6 | 3 | 3 | 0 | 7  | 2  | 5   | 12 |
| SAE    | 6 | 2 | 2 | 2 | 7  | 7  | 0   | 8  |
| Sýrie  | 6 | 2 | 2 | 2 | 7  | 8  | -1  | 8  |
| Kuvajt | 6 | 1 | 1 | 4 | 8  | 12 | -4  | 4  |

| 6. únor 2008 15:00 UTC+3:30 |        |       |                                                                   |
| Írán                        | 0 – 0  | Sýrie | Azadi Stadium, Teherán diváci: 45,000 rozhodčí: Bashir (Singapur) |
|                             | Report |       | Azadi Stadium, Teherán diváci: 45,000 rozhodčí: Bashir (Singapur) |

| 6. únor 2008 19:15 UTC+4 |        |        |                                                                                     |
| SAE                      | 2 – 0  | Kuvajt | Mohammad Bin Zayed Stadium, Abu Dhabi diváci: 19,000 rozhodčí: Irmatov (Uzbekistan) |
| Al Shehhi 14' Khalil 53' | Report |        | Mohammad Bin Zayed Stadium, Abu Dhabi diváci: 19,000 rozhodčí: Irmatov (Uzbekistan) |

| 26. březen 2008 14:30 UTC+2 |        |           | |
| Sýrie                       | 1 – 1  | SAE       | Abbasiyyin Stadium, Damašek diváci: 35,000 rozhodčí: Sun Baojie (Football Association of the Čína PR) |
| Chaabo 2'                   | Report | Matar 54' | Abbasiyyin Stadium, Damašek diváci: 35,000 rozhodčí: Sun Baojie (Football Association of the Čína PR) |

| 26. březen 2008 19:45 UTC+3 |        |                         |                                                                                   |
| Kuvajt                      | 2 – 2  | Írán                    | Al Kuwait Sports Club Stadium, Kuvajt diváci: 15,000 rozhodčí: Breeze (Australia) |
| Ajab 38' Al-Rashidi 81'     | Report | Nikbakht 2' Hosseini 5' | Al Kuwait Sports Club Stadium, Kuvajt diváci: 15,000 rozhodčí: Breeze (Australia) |

| 2. červen 2008 20:00 UTC+3 |        |        |                                                        |
| Sýrie                      | 1 – 0  | Kuvajt | Abbasiyyin Stadium, Damašek rozhodčí: Mujghef (Jordan) |
| Al Hussein 52'             | Report |        | Abbasiyyin Stadium, Damašek rozhodčí: Mujghef (Jordan) |

| 2. červen 2008 17:00 UTC+3:30 |        |     |                                                             |
| Írán                          | 0 – 0  | SAE | Azadi Stadium, Teherán rozhodčí: Lee Gi Young (South Korea) |
|                               | Report |     | Azadi Stadium, Teherán rozhodčí: Lee Gi Young (South Korea) |

| 7. červen 2008 20:00 UTC+4 |        |          |                                                              |
| SAE                        | 0 – 1  | Írán     | Khalifa Bin Zayed Stadium, Al Ain rozhodčí: Nišimura (Japan) |
|                            | Report | Zandi 8' | Khalifa Bin Zayed Stadium, Al Ain rozhodčí: Nišimura (Japan) |

| 8. červen 2008 20:45 UTC+3        |        |                     |                                                       |
| Kuvajt                            | 4 – 2  | Sýrie               | Thamer Stadium, Al Salmiya rozhodčí: Al Hilali (Oman) |
| Ajab 2' 20' 63' Alkhoja 57' (vl.) | Report | Al Khatib 10' 45+2' | Thamer Stadium, Al Salmiya rozhodčí: Al Hilali (Oman) |

| 14. červen 2008 20:00 UTC+3 |        |                          |                                                           |
| Sýrie                       | 0 – 2  | Írán                     | Abbasiyyin Stadium, Damašek rozhodčí: Tongkhan (Thailand) |
|                             | Report | Rezaei 64' Khalili 90+5' | Abbasiyyin Stadium, Damašek rozhodčí: Tongkhan (Thailand) |

| 14. červen 2008 20:45 UTC+3 |        |                              |                                                        |
| Kuvajt                      | 2 – 3  | SAE                          | Thamer Stadium, Al Salmiya rozhodčí: Salleh (Malaysia) |
| Ajab 52' 79'                | Report | Matar 23' 39' Mohammed 90+1' | Thamer Stadium, Al Salmiya rozhodčí: Salleh (Malaysia) |

| 22. červen 2008 17:00 UTC+3:30 |        |        |                                                                            |
| Írán                           | 2 – 0  | Kuvajt | Azadi Stadium, Teherán rozhodčí: Sun (Football Association of the Čína PR) |
| Nekounam 17' Rezaei 90+2'      | Report |        | Azadi Stadium, Teherán rozhodčí: Sun (Football Association of the Čína PR) |

| 22. červen 2008 20:00 UTC+4 |        |                                |                                                                |
| SAE                         | 1 – 3  | Sýrie                          | Khalifa Bin Zayed Stadium, Al Ain rozhodčí: Shield (Australia) |
| Matar 83' (pen.)            | Report | al-Hussein 34' 51' Malki 90+3' | Khalifa Bin Zayed Stadium, Al Ain rozhodčí: Shield (Australia) |

## 2. skupinová fáze
Dva nejlepší celky z každé skupiny první fáze postoupily do druhé skupinové fáze. Zde byly rozlosovány do dvou skupin po pěti týmech.
První dva týmy z obou skupin postoupily na mistrovství světa, zatímco celky na 3. místech obou skupin hrály o 5. místo zaručující účast v baráži proti vítězi kvalifikace zóny OFC.

### Skupina A
| Tým        | Z | V | R | P | GV | GI | +/- | B  |
| ---------- | - | - | - | - | -- | -- | --- | -- |
| Austrálie  | 8 | 6 | 2 | 0 | 12 | 1  | 11  | 20 |
| Japonsko   | 8 | 4 | 3 | 1 | 11 | 6  | 5   | 15 |
| Bahrajn    | 8 | 3 | 1 | 4 | 6  | 8  | -2  | 10 |
| Katar      | 8 | 1 | 3 | 4 | 5  | 14 | -9  | 6  |
| Uzbekistán | 8 | 1 | 1 | 6 | 5  | 10 | -5  | 4  |

- Austrálie postoupila na Mistrovství světa ve fotbale 2010.
- Japonsko postoupilo na Mistrovství světa ve fotbale 2010.
- Bahrajn postoupil do baráže o 5. místo.

| 6. září 2008 21:30 UTC+3 |        |                                                 |                                                                                         |
| Bahrajn                  | 2 – 3  | Japonsko                                        | Bahrain National Stadium, Riffa diváci: 20,000 rozhodčí: Abdul Malik Bashir (Singapore) |
| Isa 87' Tulio 88' (vl.)  | Report | Š. Nakamura 18' Endó 44' (pen.) K. Nakamura 85' | Bahrain National Stadium, Riffa diváci: 20,000 rozhodčí: Abdul Malik Bashir (Singapore) |

| 6. září 2008 22:00 UTC+3                    |        |            |                                                                                          |
| Katar                                       | 3 – 0  | Uzbekistán | Jassim Bin Hamad Stadium, Doha diváci: 8,000 rozhodčí: Subkhiddin Mohd Salleh (Malaysia) |
| Siddiq 37' Magid Mohamed 73' Al-Bloushi 86' | Report |            | Jassim Bin Hamad Stadium, Doha diváci: 8,000 rozhodčí: Subkhiddin Mohd Salleh (Malaysia) |

| 10. září 2008 20:30 UTC+5 |        |                  |                                                                             |
| Uzbekistán                | 0 – 1  | Austrálie        | Pakhtakor Stadium, Taškent diváci: 34,000 rozhodčí: Saad Al Fadhli (Kuwait) |
|                           | Report | Chipperfield 26' | Pakhtakor Stadium, Taškent diváci: 34,000 rozhodčí: Saad Al Fadhli (Kuwait) |

| 10. září 2008 22:00 UTC+3 |        |            |                                                                                   |
| Katar                     | 1 – 1  | Bahrajn    | Jassim Bin Hamad Stadium, Doha diváci: 7,000 rozhodčí: Kim Dong Jin (South Korea) |
| Soria 6'                  | Report | Fatadi 67' | Jassim Bin Hamad Stadium, Doha diváci: 7,000 rozhodčí: Kim Dong Jin (South Korea) |

| 15. říjen 2008 20:00 UTC+10                  |        |       |                                                                                    |
| Austrálie                                    | 4 – 0  | Katar | Suncorp Stadium, Brisbane diváci: 34,320 rozhodčí: Khalil Al Ghamdi (Saudi Arabia) |
| Cahill 9' Emerton 17' (pen.) 59' Kennedy 76' | Report |       | Suncorp Stadium, Brisbane diváci: 34,320 rozhodčí: Khalil Al Ghamdi (Saudi Arabia) |

| 15. říjen 2008 19:30 UTC+9 |        |               |                                                                              |
| Japonsko                   | 1 – 1  | Uzbekistán    | Saitama Stadium, Saitama diváci: 55,142 rozhodčí: Ali Hamad Al-Badwawi (UAE) |
| Tamada 40'                 | Report | Shatskikh 29' | Saitama Stadium, Saitama diváci: 55,142 rozhodčí: Ali Hamad Al-Badwawi (UAE) |

| 19. listopad 2008 19:30 UTC+3 |        |                                        |                                |
| Katar                         | 0 – 3  | Japonsko                               | Jassim Bin Hamad Stadium, Doha |
|                               | Report | Tacuja Tanaka 19' Tamada 47' Tulio 68' | Jassim Bin Hamad Stadium, Doha |

| 19. listopad 2008 18:00 UTC+3 |        |                 |                                        |
| Bahrajn                       | 0 – 1  | Austrálie       | Bahrain National Stadium, Madinat 'Isa |
|                               | Report | Bresciano 90+3' | Bahrain National Stadium, Madinat 'Isa |

| 11. únor 2009 16:00 UTC+5 |        |                   |                            |
| Uzbekistán                | 0 – 1  | Bahrajn           | Pakhtakor Stadium, Taškent |
|                           | Report | Abdulrahman 90+4' | Pakhtakor Stadium, Taškent |

| 11. únor 2009 19:20 UTC+9 |        |           |                                          |
| Japonsko                  | 0 – 0  | Austrálie | International Stadium Yokohama, Jokohama |
|                           | Report |           | International Stadium Yokohama, Jokohama |

| 28. březen 2009 19:20 UTC+9 |        |         |                          |
| Japonsko                    | 1 – 0  | Bahrajn | Saitama Stadium, Saitama |
| Š. Nakamura 47'             | Report |         | Saitama Stadium, Saitama |

| 28. březen 2009 17:00 UTC+5       |        |       |                            |
| Uzbekistán                        | 4 – 0  | Katar | Pakhtakor Stadium, Taškent |
| Tadjiyev 34' 45+2' 53' Soliev 62' | Report |       | Pakhtakor Stadium, Taškent |

| 1. duben 2009 20:00 UTC+11    |        |            |                     |
| Austrálie                     | 2 – 0  | Uzbekistán | ANZ Stadium, Sydney |
| Kennedy 66' Kewell 73' (pen.) | Report |            | ANZ Stadium, Sydney |

| 1. duben 2009 17:15 UTC+3 |        |       |                                        |
| Bahrajn                   | 1 – 0  | Katar | Bahrain National Stadium, Madinat 'Isa |
| Aaish 52'                 | Report |       | Bahrain National Stadium, Madinat 'Isa |

| 6. červen 2009 19:00 UTC+3 |        |           |                                |
| Katar                      | 0 – 0  | Austrálie | Jassim Bin Hamad Stadium, Doha |
|                            | Report |           | Jassim Bin Hamad Stadium, Doha |

| 6. červen 2009 19:00 UTC+5 |        |            |                            |
| Uzbekistán                 | 0 – 1  | Japonsko   | Pakhtakor Stadium, Taškent |
|                            | Report | Okazaki 9' | Pakhtakor Stadium, Taškent |

| 10. červen 2009 19:20 UTC+9 |        |                 |                                          |
| Japonsko                    | 1 – 1  | Katar           | International Stadium Yokohama, Jokohama |
| Al Binali 2' (vl.)          | Report | Afif 53' (pen.) | International Stadium Yokohama, Jokohama |

| 10. červen 2009 20:00 UTC+10 |        |         |                           |
| Austrálie                    | 2 – 0  | Bahrajn | Stadium Australia, Sydney |
| Sterjovski 55' Carney 88'    | Report |         | Stadium Australia, Sydney |

| 17. červen 2009 19:30 UTC+3 |        |            |                                        |
| Bahrajn                     | 1 – 0  | Uzbekistán | Bahrain National Stadium, Madinat 'Isa |
| Abdulrahman 73'             | Report |            | Bahrain National Stadium, Madinat 'Isa |

| 17. červen 2009 20:20 UTC+10 |        |           |                                     |
| Austrálie                    | 2 – 1  | Japonsko  | Melbourne Cricket Ground, Melbourne |
| Cahill 59' 77'               | Report | Tulio 39' | Melbourne Cricket Ground, Melbourne |

### Skupina B
| Tým            | Z | V | R | P | GV | GI | +/- | B  |
| -------------- | - | - | - | - | -- | -- | --- | -- |
| Jižní Korea    | 8 | 4 | 4 | 0 | 12 | 4  | 8   | 16 |
| Severní Korea  | 8 | 3 | 3 | 2 | 7  | 5  | 2   | 12 |
| Saúdská Arábie | 8 | 3 | 3 | 2 | 8  | 8  | 0   | 12 |
| Írán           | 8 | 2 | 5 | 1 | 8  | 7  | 1   | 11 |
| SAE            | 8 | 0 | 1 | 7 | 6  | 17 | -11 | 1  |

- Jižní Korea postoupila na Mistrovství světa ve fotbale 2010.
- Severní Korea postoupila na Mistrovství světa ve fotbale 2010.
- Saúdská Arábie postoupila do baráže o 5. místo.

| 6. září 2008 22:15 UTC+3 |        |              |                                                                                         |
| Saúdská Arábie           | 1 – 1  | Írán         | King Fahd International Stadium, Rijád diváci: 50,000 rozhodčí: Mark Shield (Australia) |
| Al-Harthi 29'            | Report | Nekounam 81' | King Fahd International Stadium, Rijád diváci: 50,000 rozhodčí: Mark Shield (Australia) |

| 6. září 2008 22:15 UTC+4 |        |                                    | |
| SAE                      | 1 – 2  | Severní Korea                      | Al Jazira Mohammed Bin Zayed Stadium, Abu Dhabi diváci: 10,000 rozhodčí: Ravshan Irmatov (Uzbekistan) |
| Saeed 86'                | Report | Choe Kum-Chol 72' An Chol-Hyok 81' | Al Jazira Mohammed Bin Zayed Stadium, Abu Dhabi diváci: 10,000 rozhodčí: Ravshan Irmatov (Uzbekistan) |

| 10. září 2008 20:00 UTC+8 |        |                  |                                                                               |
| Severní Korea             | 1 – 1  | Jižní Korea      | Hongkou Stadium, Šanghaj (Čína)4 diváci: 3,000 rozhodčí: Muhsen Basma (Syria) |
| Hong Yong-Jo 64' (pen.)   | Report | Ki Sung-Yong 69' | Hongkou Stadium, Šanghaj (Čína)4 diváci: 3,000 rozhodčí: Muhsen Basma (Syria) |

| 10. září 2008 22:15 UTC+4 |        |                         |                                                                                                 |
| SAE                       | 1 – 2  | Saúdská Arábie          | Al Jazira Mohammed Bin Zayed Stadium, Abu Dhabi diváci: 15,000 rozhodčí: Jujči Nišimura (Japan) |
| Khater 23'                | Report | Otaif 69' Al-Fraidi 73' | Al Jazira Mohammed Bin Zayed Stadium, Abu Dhabi diváci: 15,000 rozhodčí: Jujči Nišimura (Japan) |

| 15. říjen 2008 20:00 UTC+9                            |        |                |                                                                                    |
| Jižní Korea                                           | 4 – 1  | SAE            | Seoul World Cup Stadium, Seoul diváci: 30,000 rozhodčí: Matthew Breeze (Australia) |
| Lee Keun-Ho 20' 80' Park Ji-Sung 26' Kwak Tae-Hwi 89' | Report | Al Hammadi 72' | Seoul World Cup Stadium, Seoul diváci: 30,000 rozhodčí: Matthew Breeze (Australia) |

| 15. říjen 2008 17:00 UTC+3:30 |        |                 |                                                                           |
| Írán                          | 2 – 1  | Severní Korea   | Azadi Stadium, Teherán diváci: 60,000 rozhodčí: Abdullah Al Hilali (Oman) |
| Mahdavikia 9' Nekounam 64'    | Report | Jong Tae Se 71' | Azadi Stadium, Teherán diváci: 60,000 rozhodčí: Abdullah Al Hilali (Oman) |

| 19. listopad 2008 19:15 UTC+4 |        |             |                           |
| SAE                           | 1 – 1  | Írán        | Al-Maktoum Stadium, Dubaj |
| Juma'a 19'                    | Report | Bagheri 81' | Al-Maktoum Stadium, Dubaj |

| 19. listopad 2008 19:35 UTC+3 |        |                                      |                                        |
| Saúdská Arábie                | 0 – 2  | Jižní Korea                          | King Fahd International Stadium, Rijád |
|                               | Report | Lee Keun-Ho 76' Park Chu-Young 90+2' | King Fahd International Stadium, Rijád |

| 11. únor 2009 15:00 UTC+9 |        |                |                                  |
| Severní Korea             | 1 – 0  | Saúdská Arábie | Kim Il-Sung Stadium, Pchjongjang |
| Mun In-Guk 29'            | Report |                | Kim Il-Sung Stadium, Pchjongjang |

| 11. únor 2009 15:00 UTC+3:30 |        |                  |                        |
| Írán                         | 1 – 1  | Jižní Korea      | Azadi Stadium, Teherán |
| Nekounam 58'                 | Report | Park Ji-Sung 81' | Azadi Stadium, Teherán |

| 28. březen 2009 19:00 UTC+4:30 |        |                            |                        |
| Írán                           | 1 – 2  | Saúdská Arábie             | Azadi Stadium, Teherán |
| Shojaei 57'                    | Report | Hazazi 79' Al-Muwallad 87' | Azadi Stadium, Teherán |

| 28. březen 2009 15:30 UTC+9        |        |     |                                  |
| Severní Korea                      | 2 – 0  | SAE | Kim Il-Sung Stadium, Pchjongjang |
| Pak Nam-Chol 51' Mun In-Guk 90'+3' | Report |     | Kim Il-Sung Stadium, Pchjongjang |

| 1. duben 2009 20:00 UTC+9 |        |               |                               |
| Jižní Korea               | 1 – 0  | Severní Korea | Seoul World Cup Stadium, Soul |
| Kim Chi-Woo 88'           | Report |               | Seoul World Cup Stadium, Soul |

| 1. duben 2009 20:30 UTC+3                 |        |                         |                                        |
| Saúdská Arábie                            | 3 – 2  | SAE                     | King Fahd International Stadium, Rijád |
| Ateef 4' (pen.) Juma 71' (vl.) Hazazi 83' | Report | Al Shehhi 39' Matar 45' | King Fahd International Stadium, Rijád |

| 6. červen 2009 20:15 UTC+4 |        |                                    |                           |
| SAE                        | 0 – 2  | Jižní Korea                        | Al-Maktoum Stadium, Dubaj |
|                            | Report | Park Chu-Young 9' Ki Sung-Yong 37' | Al-Maktoum Stadium, Dubaj |

| 6. červen 2009 17:00 UTC+9 |        |      |                                |
| Severní Korea              | 0 – 0  | Írán | stadion Janggakto, Pchjongjang |
|                            | Report |      | stadion Janggakto, Pchjongjang |

| 10. červen 2009 19:00 UTC+4:30 |        |     |                        |
| Írán                           | 1 – 0  | SAE | Azadi Stadium, Teherán |
| Karimi 53'                     | Report |     | Azadi Stadium, Teherán |

| 10. červen 2009 20:00 UTC+9 |        |                |                               |
| Jižní Korea                 | 0 – 0  | Saúdská Arábie | Seoul World Cup Stadium, Soul |
|                             | Report |                | Seoul World Cup Stadium, Soul |

| 17. červen 2009 21:00 UTC+3 |        |               |                                        |
| Saúdská Arábie              | 0 – 0  | Severní Korea | King Fahd International Stadium, Rijád |
|                             | Report |               | King Fahd International Stadium, Rijád |

| 17. červen 2009 20:00 UTC+9 |        |             |                               |
| Jižní Korea                 | 1 – 1  | Írán        | Seoul World Cup Stadium, Soul |
| Park Ji-Sung 82'            | Report | Shojaei 52' | Seoul World Cup Stadium, Soul |

## Baráž o 5. místo
Tato baráž se hrála v září 2009 mezi třetími celky obou skupin druhé skupinové fáze. Hrálo se systémem doma-venku. Vítěz postoupil do mezikontinentální baráže proti vítězi kvalifikační zóny OFC.
| Domácí v 1. zápase | Celkem    | Hosté v 1. zápase | 1. zápas | 2. zápas |
| ------------------ | --------- | ----------------- | -------- | -------- |
| Bahrajn            | (v) 2 – 2 | Saúdská Arábie    | 0 – 0    | 2 – 2    |

| 5. září 2009 22:00 UTC+3 |        |                |                                                                                 |
| Bahrajn                  | 0 – 0  | Saúdská Arábie | Bahrain National Stadium, Riffa diváci: 16,000 rozhodčí: Jujči Nišimura (Japan) |
|                          | Report |                | Bahrain National Stadium, Riffa diváci: 16,000 rozhodčí: Jujči Nišimura (Japan) |

| 9. září 2009 22:15 UTC+3            |        |                                  |                                                                               |
| Saúdská Arábie                      | 2 – 2  | Bahrajn                          | King Fahd International Stadium, Rijád rozhodčí: Ravshan Irmatov (Uzbekistan) |
| Al-Shamrani 13' Al-Montashari 90+1' | Report | Jaycee John 42' Abdullatif 90+4' | King Fahd International Stadium, Rijád rozhodčí: Ravshan Irmatov (Uzbekistan) |

- Bahrajn postoupil do mezikontinentální baráže proti vítězi kvalifikační zóny OFC díky více vstřeleným brankám na hřišti soupeře.

## Mezikontinentální baráž AFC/OFC
V této baráži se utkal vítěz dvojutkání o 5. místo v zóně AFC s vítězem kvalifikační zóny OFC. Vítěz této baráže postoupil na Mistrovství světa ve fotbale 2010.
| Domácí v 1. zápase | Celkem | Hosté v 1. zápase | 1. zápas | 2. zápas |
| ------------------ | ------ | ----------------- | -------- | -------- |
| Bahrajn            | 0 - 1  | Nový Zéland       | 0 – 0    | 0 - 1    |

| 10. říjen 2009 18:30 UTC+3 |        |             |                                                                                  |
| Bahrajn                    | 0 – 0  | Nový Zéland | Bahrain National Stadium, Riffa diváci: 37,000 rozhodčí: Viktor Kassai (Hungary) |
|                            | Report |             | Bahrain National Stadium, Riffa diváci: 37,000 rozhodčí: Viktor Kassai (Hungary) |

| 14. listopad 2009 20:00 UTC+13 |        |         |                                                                                |
| Nový Zéland                    | 1 – 0  | Bahrajn | Westpac Stadium, Wellington diváci: 35,194 rozhodčí: Jorge Larrionda (Uruguay) |
| Fallon 45'                     | Report |         | Westpac Stadium, Wellington diváci: 35,194 rozhodčí: Jorge Larrionda (Uruguay) |

- Nový Zéland postoupil na Mistrovství světa ve fotbale 2010.